# Лісівська сільська рада (Дубровицький район)
Лісі́вська сільська́ ра́да — орган місцевого самоврядування в Дубровицькому районі Рівненської області. Адміністративний центр — село Лісове.

## Загальні відомості
- Лісівська сільська рада утворена в 1949 році.
- Територія ради: 109,554 км²
- Населення ради: 1 106 осіб (станом на 2001 рік)
- Водоймища на території, підпорядкованій даній раді: озеро Озерське.

## Населені пункти
Сільській раді підпорядковані населені пункти:
- с. Лісове
- с. Озерськ

## Населення
Станом на 1 січня 2011 року населення сільської ради становило 1022 особи. У 2017 році населення сільської ради становило 1027 осіб.
Згідно з переписом УРСР 1989 року чисельність наявного населення сільської ради становила 1117 осіб, з яких 536 чоловіків та 581 жінка.
За переписом населення України 2001 року в сільській раді мешкали 1102 особи.

### Мова
Розподіл населення за рідною мовою за даними перепису 2001 року:
| Мова       | Відсоток |
| ---------- | -------- |
| українська | 98,73 %  |
| російська  | 0,72 %   |
| білоруська | 0,45 %   |

### Вікова і статева структура
Структура жителів сільської ради за віком і статтю (станом на 2011 рік):
| Вік   | Чоловіків | Жінок | Разом |
| ----- | --------- | ----- | ----- |
| 0-17  | 152       | 109   | 261   |
| 18-39 | 159       | 146   | 305   |
| 40-59 | 133       | 103   | 236   |
| 60+   | 77        | 143   | 220   |
| Разом | 521       | 501   | 1022  |

### Соціально-економічні показники
| Працездатне населення | Працездатне населення | Працездатне населення | Працездатне населення | Працездатне населення | Працездатне населення | Непрацездатне населення | Непрацездатне населення | Непрацездатне населення | Непрацездатне населення | Непрацездатне населення | Непрацездатне населення | Все населення |
| Чоловіки              | Чоловіки              | Жінки                 | Жінки                 | Разом                 | Разом                 | Чоловіки                | Чоловіки                | Жінки                   | Жінки                   | Разом                   | Разом                   | 1022          |
| ос.                   | %                     | ос.                   | %                     | ос.                   | %                     | ос.                     | %                       | ос.                     | %                       | ос.                     | %                       | 1022          |
| --------------------- | --------------------- | --------------------- | --------------------- | --------------------- | --------------------- | ----------------------- | ----------------------- | ----------------------- | ----------------------- | ----------------------- | ----------------------- | ------------- |
| 218                   | 22                    | 290                   | 29                    | 508                   | 50                    | 222                     | 22                      | 282                     | 28                      | 504                     | 50                      | 1022          |

| Зайняті  | Зайняті  | Зайняті | Зайняті | Зайняті | Зайняті | Безробітні | Безробітні | Безробітні | Безробітні | Безробітні | Безробітні | Все населення |
| Чоловіки | Чоловіки | Жінки   | Жінки   | Разом   | Разом   | Чоловіки   | Чоловіки   | Жінки      | Жінки      | Разом      | Разом      | 1022          |
| ос.      | %        | ос.     | %       | ос.     | %       | ос.        | %          | ос.        | %          | ос.        | %          | 1022          |
| -------- | -------- | ------- | ------- | ------- | ------- | ---------- | ---------- | ---------- | ---------- | ---------- | ---------- | ------------- |
| 35       | 7        | 41      | 9       | 79      | 17      | 79         | 17         | 101        | 21         | 180        | 38         | 1022          |

| Дорослі | Діти | Пенсіонери | Інваліди Німецько-радянської війни | Учасники бойових дій | Інваліди всіх груп і категорій | Люди, які обслуговуються служб. соц. допом. на дому | Неповні сім'ї | Діти з неповних сімей | Багатодітні сім'ї | Діти з багатодітних сімей | Діти-інваліди | Діти-сироти | Одинокі багатодітні матері |
| ------- | ---- | ---------- | ---------------------------------- | -------------------- | ------------------------------ | --------------------------------------------------- | ------------- | --------------------- | ----------------- | ------------------------- | ------------- | ----------- | -------------------------- |
| 773     | 264  | -          | 1                                  | 2                    | 67                             | 22                                                  | 13            | 14                    | 27                | 84                        | 5             | 20          | 6                          |

### Вибори
Станом на 2011 рік кількість виборців становила 752 особи.

## Склад ради
Рада складається з 16 депутатів та голови.
- Голова ради: Петрович Людмила Миколаївна
- Секретар ради: Кот Ольга Василівна

### Керівний склад попередніх скликань
| Прізвище, ім'я, по батькові | Основні відомості                                                 | Дата обрання | Дата звільнення |
| --------------------------- | ----------------------------------------------------------------- | ------------ | --------------- |
| Серко Василь Костянтинович  | Сільський голова, 1958 року народження, безпартійний              | 26.03.2006   | 31.10.2010      |
| Петрович Людмила Миколаївна | Сільський голова, 1962 року народження, освіта вища, позапартійна | 31.10.2010   |                 |

Примітка: таблиця складена за даними сайту Верховної Ради України